# Palaeorhiza viridimutans
Palaeorhiza viridimutans là một loài Hymenoptera trong họ Colletidae. Loài này được Cockerell mô tả khoa học năm 1910.